# Taça Tupi 2017
La Taça Tupi 2017, la seconda divisione del campionato brasiliano di rugby a 15, si è svolta dal 1º luglio al 7 ottobre 2017.
Ha visto la vittoria del Band Saracens Rugby Clube.

## Squadre partecipanti
| Squadre ammesse alla fase a gironi | Squadre ammesse alla fase a gironi | Squadre ammesse alla fase a gironi | Squadre ammesse alla fase a gironi  |
| ---------------------------------- | ---------------------------------- | ---------------------------------- | ----------------------------------- |
| Squadra                            | Città                              | Stato                              | Nota                                |
| Niterói                            | Niterói                            | Rio de Janeiro                     | Retrocesso Super8 2016              |
| Band Saracens                      | San Paolo                          | San Paolo                          | Retrocesso Super8 2016              |
| Rio Branco                         | San Paolo                          | San Paolo                          | Semifinalista 2016                  |
| San Diego                          | Porto Alegre                       | Rio Grande do Sul                  | Semifinalista 2016                  |
| BH Rugby                           | Belo Horizonte                     | Minas Gerais                       | 2ª classificata Gruppo A 2016       |
| Charrua                            | Porto Alegre                       | Rio Grande do Sul                  | 2ª classificata Gruppo C 2016       |
| Guanabara                          | Rio de Janeiro                     | Rio de Janeiro                     | Miglior 3ª classificata fase gruppi |

| Squadre ammesse ai preliminari | Squadre ammesse ai preliminari | Squadre ammesse ai preliminari |
| Squadra                        | Città                          | Stato                          |
| ------------------------------ | ------------------------------ | ------------------------------ |
| Inconfidentes                  | Ouro Preto                     | Minas Gerais                   |
| Rio Rugby                      | Rio de Janeiro                 | Rio de Janeiro                 |
| Itaguaí Rugby                  | Itaguaí                        | Rio de Janeiro                 |
| São Carlos                     | São Carlos                     | San Paolo                      |
| Templários                     | São Bernardo do Campo          | San Paolo                      |
| Pé Vermelho                    | Londrina                       | Paraná                         |
| Chapecó Rugby                  | Chapecó                        | Santa Catarina                 |
| Joaca Rugby                    | Florianópolis                  | Santa Catarina                 |
| Brummers Rugby                 | Novo Hamburgo                  | Rio Grande do Sul              |
| Serra Caixas Rugby             | Caxias do Sul                  | Rio Grande do Sul              |

## Turno preliminare
Le partite si sono svolte nei giorni 1° e 8 luglio.
| Squadra 1     | Totale | Squadra 2   | Andata | Ritorno |
| ------------- | ------ | ----------- | ------ | ------- |
| Joaca         | 65-37  | Brummers    | 44-17  | 21-20   |
| Templarios    | 64-28  | Itaguaí     | 24-8   | 40-20   |
| São Carlos    | 39-48  | Pé Vermelho | 13-19  | 26-29   |
| Inconfidentes | 29-71  | Rio Rugby   | 18-32  | 11-39   |
| Chapecó       | 49-31  | S.C. Rugby  | 22-19  | 27-12   |

## Fase a gironi
| Gruppo A                                                | Gruppo B                                     | Gruppo C                                            |
| ------------------------------------------------------- | -------------------------------------------- | --------------------------------------------------- |
| - Band Saracens - Rio Branco - Templários - Pé Vermelho | - Niterói - BH Rugby - Guanabara - Rio Rugby | - San Diego - Charrua - Joaca Rugby - Chapecó Rugby |

### Girone A
|            | 1ª giornata                 |         |
| ---------- | --------------------------- | ------- |
| 29/07/2017 | Templários - Rio Branco     | 35 - 14 |
| 29/07/2017 | Pé Vermelho - Band Saracens | 20 - 34 |

|            | 4ª giornata                 |         |
| ---------- | --------------------------- | ------- |
| 26/08/2017 | Band Saracens - Pé Vermelho | 59 - 17 |
| 26/08/2017 | Rio Branco - Templários     | 29 - 29 |

|            | 2ª giornata                |         |
| ---------- | -------------------------- | ------- |
| 12/08/2017 | Band Saracens - Rio Branco | 51 - 22 |
| 12/08/2017 | Pé Vermelho - Templários   | 42 - 26 |

|            | 5ª giornata                |         |
| ---------- | -------------------------- | ------- |
| 02/09/2017 | Rio Branco - Band Saracens | 00 - 78 |
| 09/09/2017 | Templários - Pé Vermelho   | 38 - 07 |

|            | 3ª giornata                |         |
| ---------- | -------------------------- | ------- |
| 19/08/2017 | Templários - Band Saracens | 03 - 82 |
| 19/08/2017 | Pé Vermelho - Rio Branco   | 44 - 27 |

|            | 6ª giornata                |          |
| ---------- | -------------------------- | -------- |
| 16/09/2017 | Rio Branco - Pé Vermelho   | 00 - 85  |
| 23/09/2017 | Band Saracens - Templários | 125 - 10 |

Classifica
|  |    | Squadra       | G | V | N | P | PF  | PS  | P±   | BM | BS | Pt |
|  | -- | ------------- | - | - | - | - | --- | --- | ---- | -- | -- | -- |
|  | 1. | Band Saracens | 6 | 6 | 0 | 0 | 429 | 72  | 357  | 6  | 0  | 30 |
|  | 2. | Pé Vermelho   | 6 | 3 | 0 | 3 | 215 | 184 | 31   | 3  | 0  | 15 |
|  | 3. | Templários    | 6 | 2 | 1 | 3 | 141 | 299 | −158 | 4  | 0  | 14 |
|  | 4. | Rio Branco    | 6 | 0 | 1 | 5 | 92  | 322 | −230 | 2  | 0  | 4  |

### Girone B
|            | 1ª giornata          |         |
| ---------- | -------------------- | ------- |
| 29/07/2017 | Rio Rugby - BH Rugby | 10 - 21 |
| 29/07/2017 | Guanabara - Niterói  | 30 - 33 |

|            | 4ª giornata          |         |
| ---------- | -------------------- | ------- |
| 26/08/2017 | Niterói - Guanabara  | 08 - 22 |
| 26/08/2017 | BH Rugby - Rio Rugby | 46 - 14 |

|            | 2ª giornata           |         |
| ---------- | --------------------- | ------- |
| 12/08/2017 | Niterói - BH Rugby    | 12 - 23 |
| 12/08/2017 | Guanabara - Rio Rugby | 22 - 25 |

|            | 5ª giornata           |         |
| ---------- | --------------------- | ------- |
| 02/09/2017 | BH Rugby - Niterói    | 28 - 13 |
| 02/09/2017 | Rio Rugby - Guanabara | 07 - 68 |

|            | 3ª giornata          |         |
| ---------- | -------------------- | ------- |
| 19/08/2017 | Rio Rugby - Niterói  | 00 - 06 |
| 09/09/2017 | Guanabara - BH Rugby | 36 - 17 |

|            | 6ª giornata          |         |
| ---------- | -------------------- | ------- |
| 16/09/2017 | Niterói - Rio Rugby  | 52 - 06 |
| 16/09/2017 | BH Rugby - Guanabara | 05 - 21 |

Classifica
|  |    | Squadra   | G | V | N | P | PF  | PS  | P±   | BM | BS | Pt |
|  | -- | --------- | - | - | - | - | --- | --- | ---- | -- | -- | -- |
|  | 1. | Guanabara | 6 | 4 | 0 | 2 | 199 | 95  | 104  | 3  | 2  | 21 |
|  | 2. | BH Rugby  | 6 | 4 | 0 | 2 | 140 | 106 | 34   | 3  | 0  | 19 |
|  | 3. | Niterói   | 6 | 3 | 0 | 3 | 124 | 109 | 15   | 2  | 0  | 14 |
|  | 4. | Rio Rugby | 6 | 1 | 0 | 5 | 62  | 211 | −149 | 0  | 1  | 5  |

### Girone C
|            | 1ª giornata       |         |
| ---------- | ----------------- | ------- |
| 29/07/2017 | Joaca - San Diego | 14 - 12 |
| 29/07/2017 | Chapecó - Charrua | 15 - 30 |

|            | 4ª giornata       |         |
| ---------- | ----------------- | ------- |
| 26/08/2017 | San Diego - Joaca | 14 - 10 |
| 26/08/2017 | Charrua - Chapecó | 17 - 12 |

|            | 2ª giornata         |         |
| ---------- | ------------------- | ------- |
| 12/08/2017 | San Diego - Charrua | 22 - 15 |
| 12/08/2017 | Joaca - Chapecó     | 14 - 15 |

|            | 5ª giornata         |         |
| ---------- | ------------------- | ------- |
| 02/09/2017 | Charrua - San Diego | 16 - 10 |
| 02/09/2017 | Chapecó - Joaca     | 19 - 10 |

|            | 3ª giornata         |         |
| ---------- | ------------------- | ------- |
| 19/08/2017 | Chapecó - San Diego | 16 - 24 |
| 19/08/2017 | Joaca - Charrua     | 07 - 25 |

|            | 6ª giornata         |         |
| ---------- | ------------------- | ------- |
| 16/09/2017 | Charrua - Joaca     | 29 - 08 |
| 16/09/2017 | San Diego - Chapecó | 27 - 10 |

Classifica
|  |    | Squadra       | G | V | N | P | PF  | PS  | P±  | BM | BS | Pt |
|  | -- | ------------- | - | - | - | - | --- | --- | --- | -- | -- | -- |
|  | 1. | Charrua       | 6 | 5 | 0 | 1 | 132 | 74  | 58  | 3  | 1  | 24 |
|  | 2. | San Diego     | 6 | 4 | 0 | 2 | 109 | 81  | 28  | 1  | 2  | 19 |
|  | 3. | Chapecó Rugby | 6 | 2 | 0 | 4 | 87  | 122 | −35 | 0  | 1  | 9  |
|  | 4. | Joaca Rugby   | 6 | 1 | 0 | 5 | 63  | 114 | −51 | 0  | 2  | 6  |

## Semifinali
| San Paolo 30 novembre 2017 | Band Saracens | 67 – 5 | BH Rugby | Arena Paulista de Rugby |

| Porto Alegre 30 novembre 2017 | Charrua | 27 – 18 | Guanabara | Sociedade Hípica Portoalegrense |

## Finale
| Curitiba 7 ottobre 2017 | Band Saracens | 41 – 26 | Charrua | Paraná Esporte |

## Promozioni
Con la decisione della CBRu (Confederazione brasiliana di rugby) di aumentare le squadre partecipanti al campionato brasiliano da 8 a 16, sono state promosse alla divisione superiore 8 squadre, secondo una rappresentanza territoriale. Sono state promosse tutte le quattro squadre del girone A, e le prime due dei gironi B e C.